# Local Futures
Local Futures (vormals International Society for Ecology and Culture) wurde 1978 von Helena Norberg-Hodge gegründet und erhielt im Jahr 1986 den Right Livelihood Award. Die Organisation ist gemeinnützig und widmet sich dem Schutz und der Bewahrung der biologischen und kulturellen Vielfalt auf der Erde. Ausgangspunkt war die Tätigkeit in Ladakh seit 1975. Inzwischen ist die Organisation in über einem Dutzend Länder tätig. Im 'Ancient Futures Network' wird versucht Menschen aus aller Welt zusammenzuführen, die den Erhalt ihrer Kultur angesichts der zunehmenden Globalisierung gewährleisten wollen.